# Tatort: Der Mörder und der Prinz
Der Mörder und der Prinz ist ein Fernsehfilm von Kaspar Heidelbach aus der Krimireihe Tatort. Es ist der erste Fall der Düsseldorfer Ermittler Flemming, Koch und Ballauf, verkörpert von Martin Lüttge, Roswitha Schreiner und Klaus J. Behrendt, und die 258. Tatortfolge. 
Die Gaststars dieser Folge sind Uwe Ochsenknecht, Jürgen Schmidt, und Nicole Heesters. 
Der vom Westdeutschen Rundfunk produzierte Fernsehfilm wurde am 17. Mai 1992 im Ersten Deutschen Fernsehen erstmals ausgestrahlt.

## Handlung
Das belgische Model Jacqueline Bordenave erhält von Dagmar Schuba, der Ehefrau ihres Geliebten Gero, eine Warnung, sie solle die Finger von ihrem Mann lassen; wenige Stunden später liegt Jacqueline tot im Wald. Die Leiche wurde dort nur abgelegt, auch die Wohnung der Toten scheidet als Tatort aus. Jacqueline wurde mit einem stumpfen Gegenstand erschlagen, zudem war sie im dritten Monat schwanger. Kurz darauf werden Kriminalhauptkommissar Flemming und sein Team zu einem weiteren Fundort gerufen. Der Taxi-Unternehmer Horst Poensken wird im Kofferraum einer seiner Taxen erwürgt aufgefunden, offensichtlich handelt es sich um einen Raubmord. Der letzte Fahrgast von Poensken, dessen Stammkunde René Wolff, kann Flemming nicht weiterhelfen. 
Am Abend werden Flemming und sein Assistent Ballauf zu einer Karnevalssitzung gerufen; auf den Prinzen Gero Schuba wurde geschossen, er ist aber nur leicht verletzt worden. Zu seiner Überraschung stellt Flemming fest, dass René Wolff Schubas Stellvertreter in der Karnevalsgesellschaft ist. Schuba scheint unbeeindruckt zu sein und will trotz der Warnungen seiner Frau, Wolffs und Flemmings am Rosenmontag auf jeden Fall beim Umzug auf dem Wagen stehen.
Flemmings Assistentin Koch kann ermitteln, dass Jacqueline als Model nicht sonderlich erfolgreich war, was nicht zu ihrem luxuriös eingerichteten Appartement passt; die Beamten vermuten, dass sie sich von einem Liebhaber hat aushalten lassen. Unterdessen legt Wolff Schuba nahe, vom Amt des Karnevalsprinzen zurückzutreten, da sonst Gerede entstehen könne, wenn Schubas Affäre zur Ermordeten publik würde. Schuba beginnt, Wolff gegenüber misstrauisch zu werden. Koch kann unterdessen beim Agenturbetreiber Stern erfahren, dass Jacqueline fast ausschließlich für die Werbeagentur von Wolff, der in Geldnot ist, gearbeitet hat. 
Flemming und Koch suchen Wolff auf. Der tut so, als erinnere er sich nur dunkel an Jacqueline. Auf Vorhalt zeigt er den Beamten, dass er Jacqueline für die Elektronikmarktkette von Schuba eingesetzt hatte. Er deutet den Beamten ebenfalls an, dass Jacqueline und Schuba ein Verhältnis miteinander hatten. Als Flemming und Koch Schuba aufsuchen, der gerade eine karnevalistische Werbeveranstaltung vor seiner Zentrale feiert, fällt Koch ein Mann auf, der auf Schuba schießen will. Flemming und Koch können ihn stellen. Es ist Pierre Bordenave, Jacquelines Vater. Er erzählt den Beamten, dass Schuba der Vater von Jacquelines ungeborenem Kind gewesen sei. Er geht davon aus, dass sie Schuba durch die Schwangerschaft lästig wurde und dieser seine Tochter deshalb getötet hat.
Während Ballauf herausfindet, dass Poensken in seiner Todesnacht zum Appartement von Jacqueline gerufen worden war, sucht Flemming Schuba auf. Dieser bestreitet, ein Verhältnis zu Jacqueline gehabt zu haben; von ihrer Schwangerschaft zeigt er sich überrascht. Flemming lädt Schuba zu einem Vaterschaftstest vor. Ballauf befragt Frau Poensken; sie sagt aus, dass ihr Mann direkt nach der Fahrt zu Jacquelines Appartement vor der Zentrale des Elektromarkts Schuba gewartet hatte; sie hat allerdings danach ihren Mann noch einmal gesehen. Schuba sucht Wolff auf und bittet ihn, die Vaterschaft von Jacquelines Baby auf sich zu nehmen. Wolff verweigert Schuba allerdings seine Hilfe und meint, seit Schuba ihm den Werbeetat gestrichen habe, seien ihm massenweise Kunden abgesprungen; er stehe deshalb kurz vor der Pleite und hasse ihn. Auch als Schuba ihm anbietet, ihm den Werbeetat zurückzugeben, lehnt Wolff ab; er will Schuba nunmehr nur noch fallen sehen. Schuba tritt schließlich vom Amt des Karnevalsprinzen zurück und erschießt sich, deprimiert wie er ist, am Rosenmontag, weil sein Lebenstraum geplatzt und sein Ruf ruiniert ist.
Dagmar Schuba macht Flemming schwere Vorwürfe, er habe ihren unschuldigen Mann in den Tod getrieben. Ihr Mann habe ihr vor wenigen Wochen vom Verhältnis und der Schwangerschaft erzählt. Als sich ihr Mann von Jacqueline getrennt habe, habe diese DM 500.000 gefordert. An besagtem Abend habe sie sich anstelle ihres Mannes mit Jacqueline am Firmensitz zur Geldübergabe getroffen, um ihr klarzumachen, dass kein weiteres Geld mehr zu holen sei. Jacqueline habe geweint, das Geld genommen und sei in ein wartendes Taxi gestiegen. Mit Jacquelines Tod will sie nichts zu tun haben.
Flemming und sein Team überlegen, wo das erpresste Geld sein könnte. Ballauf und Koch mutmaßen, dass Jacqueline ausgerechnet mit Wolffs Stammtaxifahrer Poensken zu Wolff gefahren sei und er sie, um an das Geld zu kommen, umgebracht und danach auch Poensken beseitigt haben könnte. Da Ballauf vermutet, dass Wolff das Geld in die Schweiz geschafft hat und sie bei einer Hausdurchsuchung nichts finden würden, greift er zu einem illegalen Trick und gibt seinen Tatverdacht an die Poensken-Witwe weiter. Diese verständigt ihre Kollegen, die im Konvoi zu Wolffs Haus fahren und versuchen, Selbstjustiz zu üben. Flemming und sein Team kommen hinzu, Flemming konfrontiert Wolff damit, dass Jacqueline bei der Geldübergabe geweint habe; daraus schließt er, dass nicht sie, sondern Wolff Schuba erpresst hatte; Jacqueline hatte auf eine Zukunft mit Schuba gehofft. Jacqueline war zu Wolff gefahren und hatte ihm eine Szene gemacht. Sie wollte ihn offenbar auffliegen lassen, woraufhin Wolff Jacqueline und später Poensken tötete, da dieser hätte aussagen können, dass er Jacqueline zu Wolff gefahren hatte. Wolff gesteht und lässt sich widerstandslos festnehmen.

## Hintergrund
Es handelt sich um den ersten Tatort aus Düsseldorf.
Zu Beginn der Folge fahren Flemming und Koch über die Oberkasseler Brücke. In einer Luftbild-Einstellung ist am rechtsrheinischen Ufer die ehemalige Bundesstraße 1 zu sehen, wie sie vor dem Bau des Rheinufertunnel (Düsseldorf) verlief.

## Rezeption

### Einschaltquote
Die Erstausstrahlung des Tatorts Der Mörder und der Prinz am 17. Mai 1992  wurde in Deutschland von insgesamt 14,09 Millionen Zuschauern gesehen und erreichte damit einen Marktanteil von 34,50 %.

### Kritik
Die Kritiker der Fernsehzeitschrift TV Spielfilm fanden die Folge nur mittelmäßig und kommentierten: „Karnevalskrimi – eher lau als helau.“